# Filialkirche Seiz

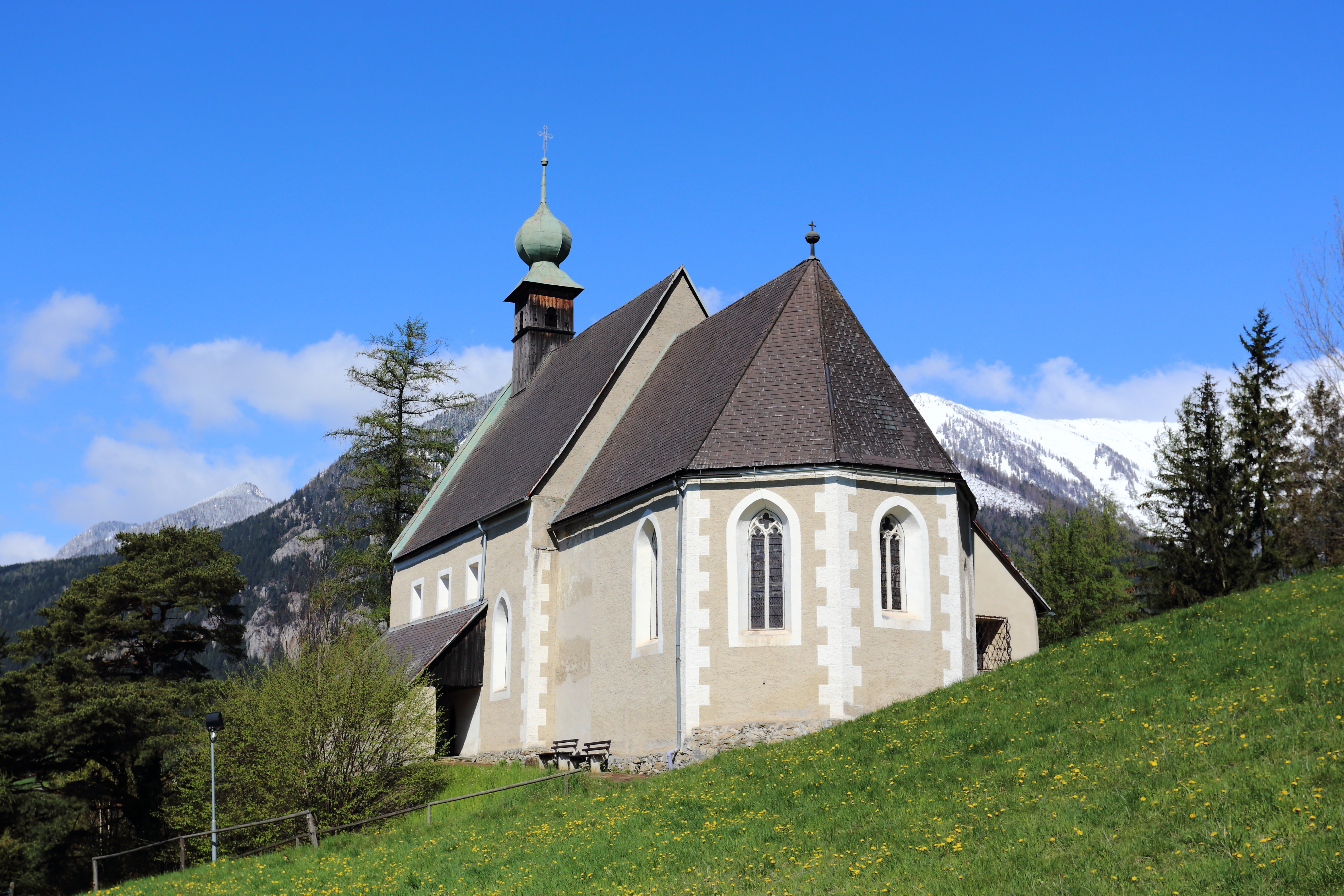
Katholische Filialkirche hl. Ulrich in Seiz

Die Filialkirche Seiz steht auf einer Anhöhe nördlich des Ortes Seiz in der Marktgemeinde Kammern im Liesingtal im Bezirk Leoben in der Steiermark. Die unter dem Patrozinium des Heiligen Ulrich von Augsburg stehende römisch-katholische Filialkirche der Pfarrkirche Kammern gehört zum Dekanat Leoben in der Diözese Graz-Seckau. Die Kirche steht unter Denkmalschutz (Listeneintrag).

## Geschichte
Anfänglich war die Kirche dem Stift Göss inkorporiert. Das Patrozinium war 1173 der hl. Benedikt, 1230 der hl. Martin, und wurde 1418 als Filiale von Kammern hl. Ulrich. 1956 wurde die Kirche innen restauriert.

## Architektur
Im Westen und Süden der Kirche sind offene Vorhallen angebaut. Der im Westen aufgesetzte Dachreiter trägt einen Zwiebelhelm.
An das gotische Langhaus unter einer einfachen Holzkassettendecke schließt ein leicht eingezogener einjochiger Chor mit einem Fünfachtelschluss an. Die hölzerne Westempore hat eine Brüstung mit reicher spätgotischer Schablonenmalerei aus dem Ende des 15. Jahrhunderts. Der Chor – im 17. Jahrhundert barock verändert – hat ein Gratgewölbe und zweibahnige Maßwerkfenster. Die Nordwand des Chores – durch die barocken Pilaster teils verdeckt – zeigt gotische Wandmalerei aus der Mitte des 15. Jahrhunderts, gemalt vom Meister Konrad von Friesach. Die Wandmalerei, 1958/1959 aufgedeckt und gesichert, ursprünglich aus 15 Bildfeldern bestehend, zeigt einen Passionszyklus in gemalter Architektur, ganz rechts mit Christus als Schmerzensmann.
Die nördlich am Chor angebaute Sakristei hat ein Tonnengewölbe.

## Ausstattung
Der Hochaltar aus dem Ende des 18. Jahrhunderts hat einen Tabernakel mit einer plastischen Kreuzgruppe. Die Seitenaltäre sind aus 1670/1680. Der linke Seitenaltar zeigt das Bild Mariahilf und im neugotischen Aufsatz Maria mit Kind aus dem Ende des 19. Jahrhunderts. Der rechte Seitenaltar zeigt die Bilder Martin und Sebastian.